# 張光賓

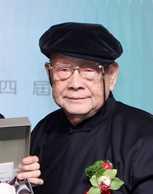
张光宾，2010年

張光賓（1915年—2016年5月19日），字序賢，號于寰，生於四川，臺灣書法家、畫家，專研元代書畫。自創「焦墨散點皴」、「焦墨排點皴」等筆法。:3著有多本書畫專著，領域涵蓋書畫史、書畫理論，並致力於推廣書畫教育。

## 簡歷
張光賓1915年生於四川，1945年國立藝專三年制國畫科畢業，曾受教於傅抱石、李可染、黃君璧等書畫名家。1969年進入國立故宮博物院書畫處擔任研究員，專研元代書畫。:255
1970年代，張光賓曾與學者徐復觀就黃公望《富春山居圖》真偽進行筆戰，張氏從地方志中舉證，其論點普遍受到學界，如傅申等認同。1987年，張光賓自故宮退休後，除了在大學教授書畫，同時也持續創作，並發展出具個人特色的水墨技法，他以單層排列的墨點代替傳統書畫的層疊聚散渲染，自創「焦墨散點皴」、「焦墨排點皴」等筆法。:118、128-140 國立故宮博物院於2013年與國立臺北藝術大學合辦「張光賓先生百歲祝壽研討會」，探討其書畫與學術成就。 張氏晚年與受其作品啟發靈感的新媒體數位藝術家豪華朗機工、黃心健等共同展出，呈現當代水墨藝術另一種演繹與展呈的方式。張光賓在2016年5月19日凌晨於臺北辭世，享年102歲。

## 榮譽

### 中華民國勳章獎章
- 二等景星勳章（2015年11月19日于台北三軍總醫院汀州院区颁授[7]）

### 獎項
- 中華民國國家文化藝術基金会：國家文藝獎（2010年第14届）[8]
- 中華民國行政院：行政院文化獎（2010年第29届）[9]

## 著作與作品集
- 張光賓編著. . 臺北市: 臺灣商務. 1989-10. ISBN 9789570500455.
- 張光賓. . 臺北縣（新北）: 意研堂設計. 2003-12. ISBN 978-957-29309-1-5.
- 張光賓. . 臺北市: 蕙風堂. 2008-10. ISBN 978-986-7678-85-0.
- 張光賓. . 臺北: : 麗山寓廬. 2008-10. ISBN 978-986-84758-0-9.
- 張光賓. . 臺北: 國父紀念館. 2010-01. ISBN 978-986-02-2497-9.
- 張光賓. . 臺北市: 臺大藝史所. 2010-03. ISBN 978-986-02-1965-4.
- 張光賓. . 臺北市: 中華文化總會. 2012年12月. ISBN 978-986-6573-31-6.
- 張光賓. . 臺北市: 麗山寓廬. 2013-05. ISBN 978-986-84758-1-6.
- 張光賓. . 臺北市: 麗山寓廬. 2014-09. ISBN 978-986-84758-2-3.
- 張光賓. . 臺北市: 知不足齋. 2016-09. ISBN 978-986-93698-0-0. [10][4]:157-9

## 傳記
- 蔡耀慶編撰 ; 國立歷史博物館編輯委員會編輯. . 臺北: 史博館. 2007-12. ISBN 978-986-01-2672-3.

## 外部連結
國立歷史博物館， 【口述歷史影像紀錄】 張光賓 筆華墨雨 （页面存档备份，存于）
中民國總統府新聞，總統出席「年華若夢，人生似錦－張光賓先生世紀書畫展」開幕式 （页面存档备份，存于）， 101-12-07